# Txarmil
Txarmil és la denominació que s'utilitza modernament al Marroc per a descriure la subcultura de bandes juvenils violentes, relacionades amb actes de delinqüència. El terme prové de la chermoula, un adob especiat que s'utilitza en la cuina tradicional per assahonar plats de carn o peix. El fenomen txarmil va començar a ser descrit mediàticament a partir del 2014, quan tres joves armats amb matxets van assaltar una perruqueria de moda al districte de Maârif, a Casablanca. Arran dels fets es van produir diversos atacs similars a diverses poblacions marroquines. Sovint descrits com a bandes del crim organitzat similars a les mares centro-americanes, tot i que no hi ha constància que tinguin una estructura formal més enllà de la de ser bandes de carrer, que tindrien en comú certs aspectes estètics, conductuals i delictius. Alguns dels elements que s'han associat a la subcultura txarmil serien l'ús i ostentació d'armes blanques, els missatges desafiants a les xarxes socials, l'ús de determinat calçat esportiu o pentinats, així com actituds masclistes i homòfobes.